# Skin (canción de Breaking Benjamin)
«Skin» es una canción de la banda estadounidense de metal alternativo Breaking Benjamin. Fue lanzado el 18 de febrero de 2003 como el segundo sencillo de su primer álbum de estudio Saturate, editado en agosto de 2002. La canción apareció en las listas Hot Mainstream Rock Tracks y Alternative Songs de Billboard, alcanzando el puesto número 24 y el número 37, respectivamente.

## Antecedentes
En una entrevista con Rock Star Tribune, Ben declaró:

"Skin" es un tema de radio y no tiene una buena recepción en vivo. Quiero decir, lo tocamos bien, pero es solo el público, especialmente en una gira como esta; tenemos que tocar nuestro material más pesado. Entonces, realmente no encaja en esa mezcla, pero funciona bien en la radio. Muestra otra faceta de lo que podemos hacer.

La canción se ha interpretado dos veces en televisión en directo. La primera interpretación se emitió el 14 de marzo de 2003 en Last Call con Carson Daly y la segunda el 7 de abril de 2003 en The Late Late Show with Craig Kilborn.

## Lista de canciones
| Sencillo promocional |        |          |  |
| N.º                  | Título | Duración |  |
| 1.                   | «Skin» | 3:25     |  |

## Posicionamiento en lista
| Lista (2003)                         | Posición |
| ------------------------------------ | -------- |
| Estados Unidos (Alternative Airplay) | 37       |
| Estados Unidos (Mainstream Rock)     | 24       |